# Grodékovo (Primórie)
|  | Per a altres significats, vegeu «Grodékovo». |

Grodékovo (en rus: Гродеково) és un poble del krai de Primórie, a l'Extrem Orient de Rússia, que en el cens del 2010 tenia 278 habitants.